# Cirilo Garcia
Garcia Guerra Cirilo Leonardo ou Cirilo Garcia, né le 24 janvier 1980, est un joueur international franco-argentin de rink hockey, qui a joué en équipe de France. Après avoir joué au SCRA Saint-Omer, il joue en 2018 dans le club de première division du HC Quévert. Il est entraîneur du club de Quévert en 2023. 

## Palmarès

### Palmarès clubs
Il obtient deux titres de champion de France de Nationale 1 avec Coutras en 2010 et 2011. 
À la fin de la saison de son arrivée à Saint-Omer, le club sera sacré champion de France de National 1 et terminera à la seconde place de la coupe de France. 
Il arrête sa carrière en 2022,.